# ویکتوریا امبانکمنت

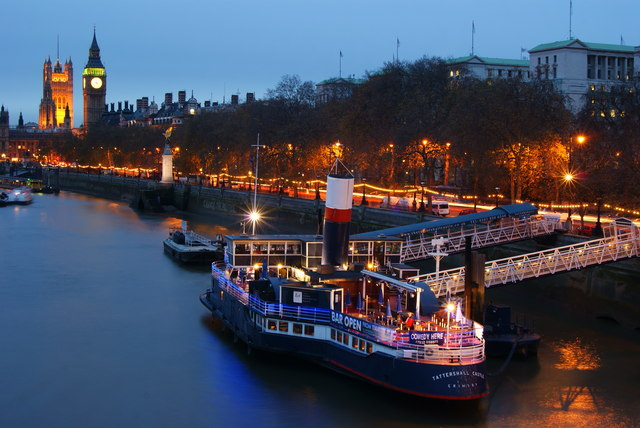
نمایی از خیابان ویکتوریا امبانکمنت

ویکتوریا امبانکمنت (انگلیسی: Victoria Embankment) یک خیابان در لندن، انگلستان است.
این خیابان در حاشیه شمالی رود تیمز قرار دارد از کنار کاخ وست‌مینستر شروع و در پل بلکفرایرز به پایان میرسد.

## ایستگاه‌های مترو نزدیک
- ایستگاه متروی وست‌مینستر
- ایستگاه متروی امبانکمنت
- ایستگاه متروی چرینگ کراس
- ایستگاه متروی تمپل
- ایستگاه بلکفرایرز

## نگارخانه

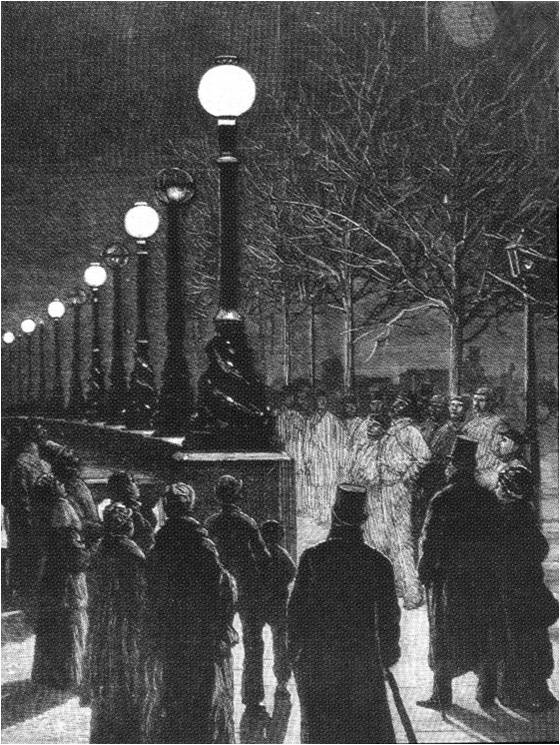
۱۸۷۸
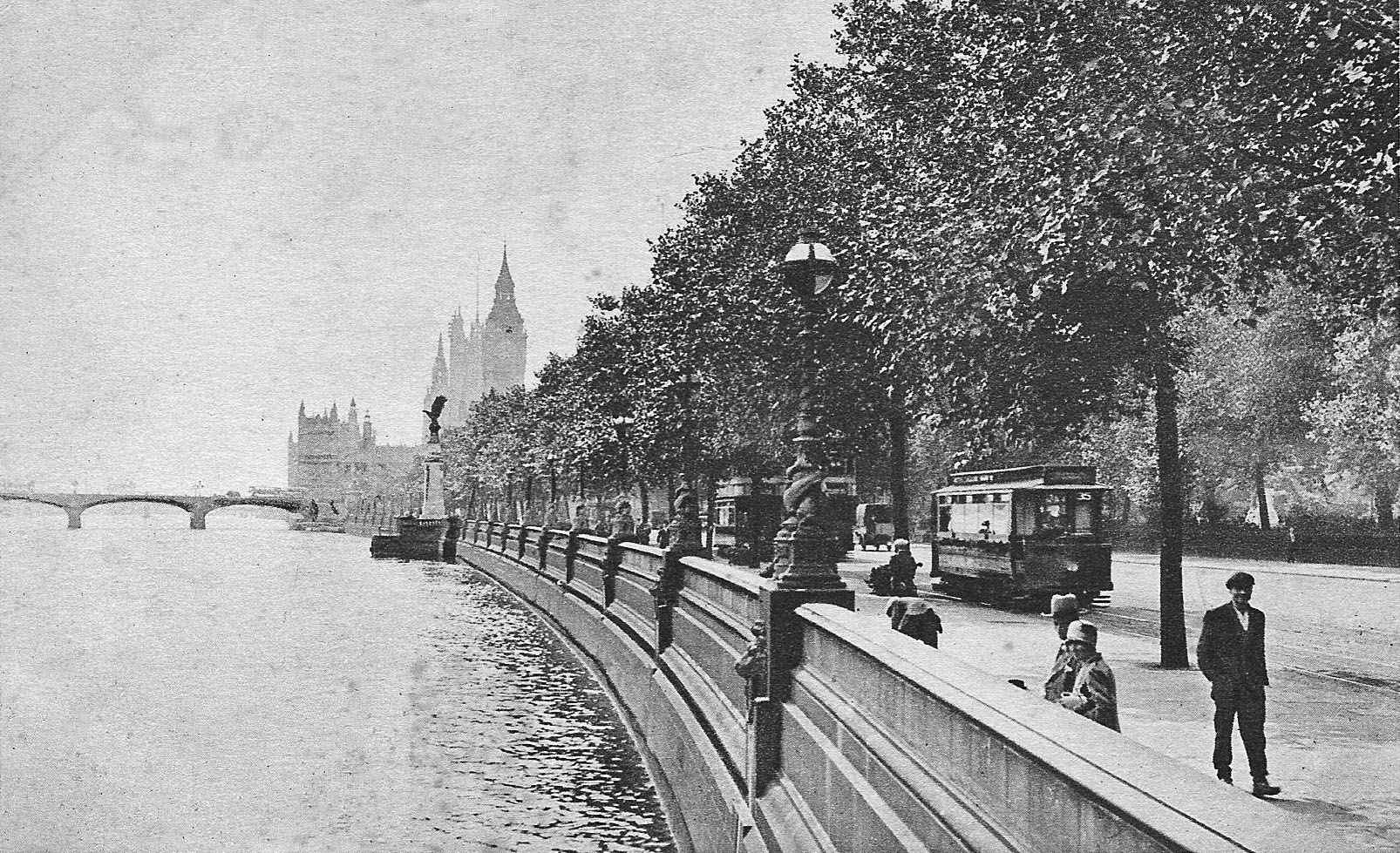
دهه ۱۹۲۰
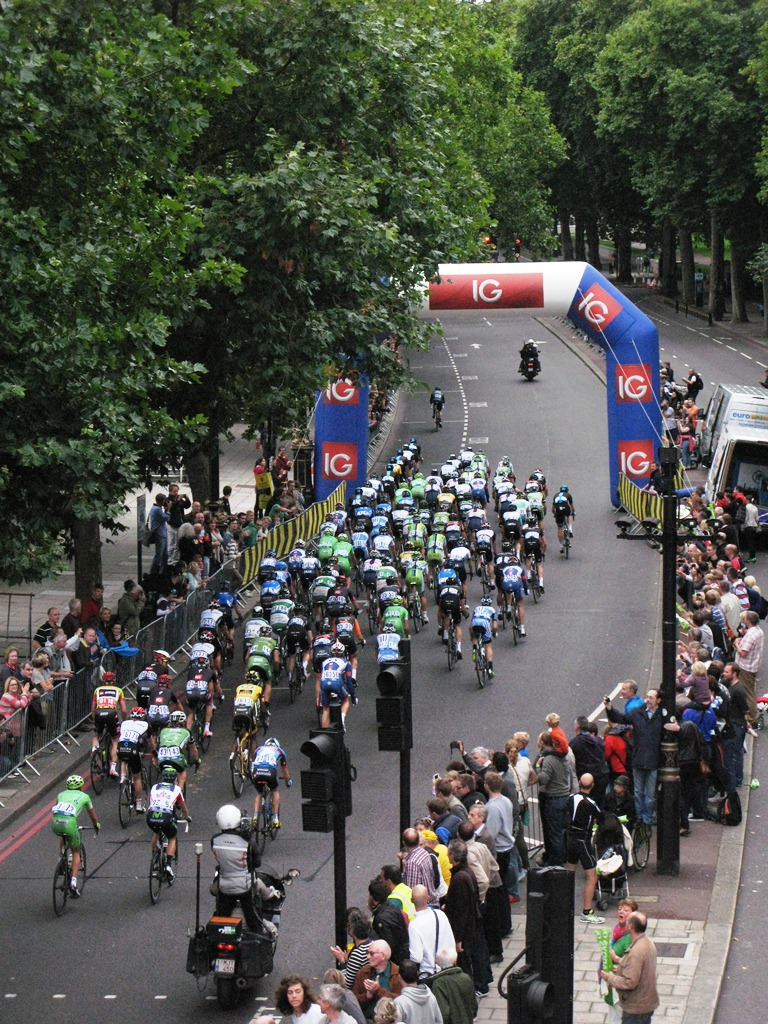
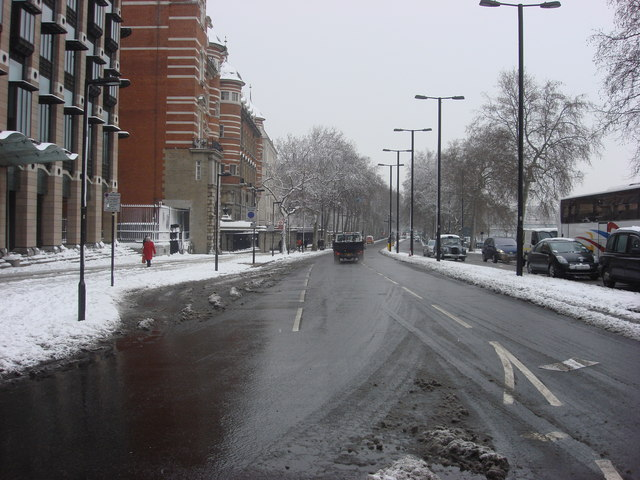
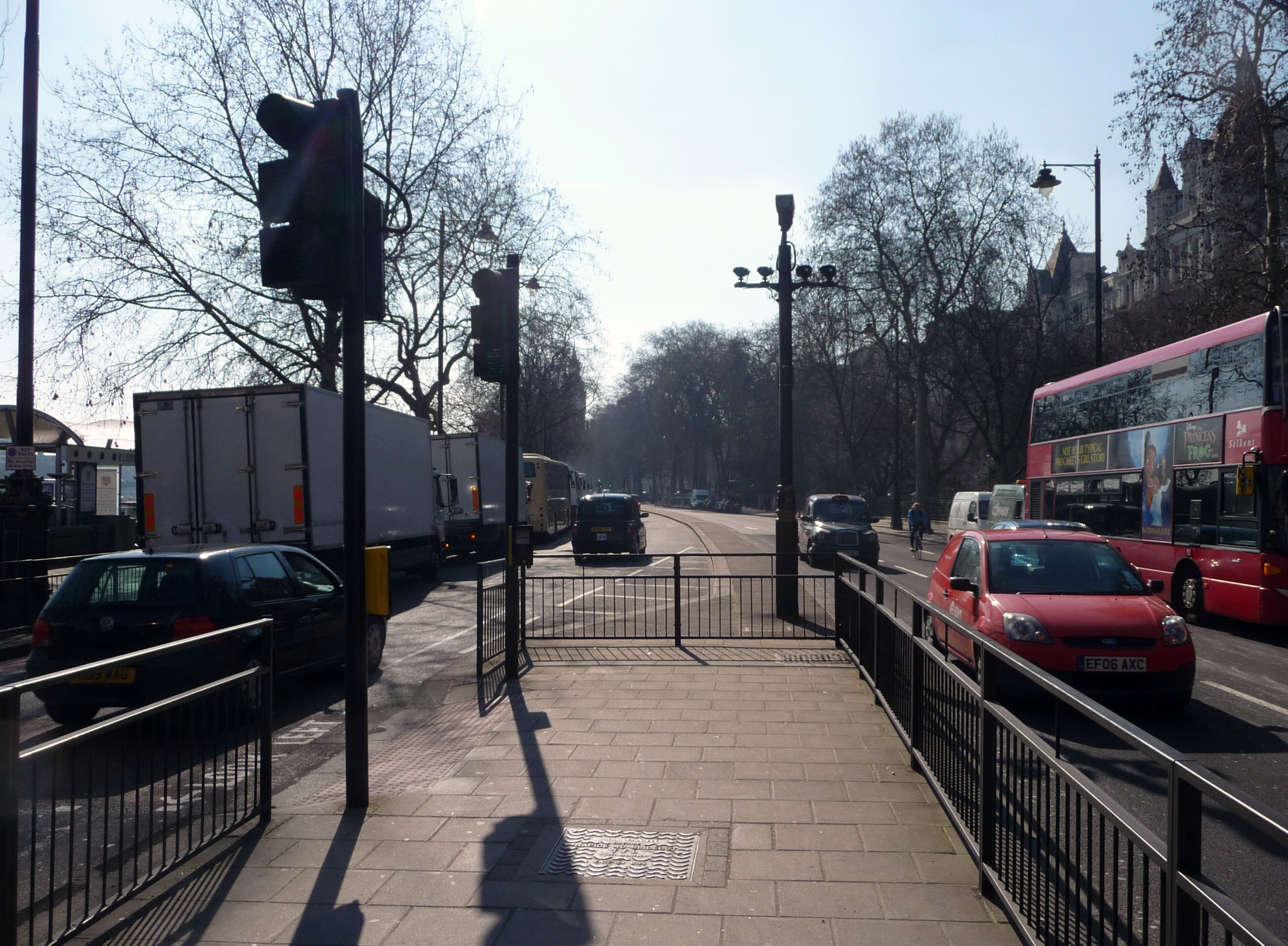
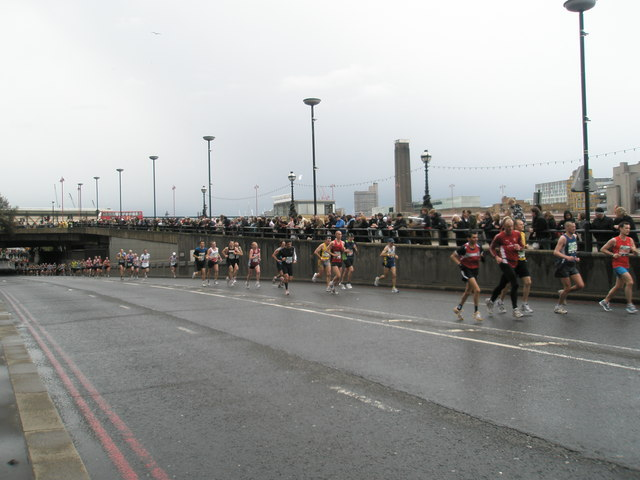
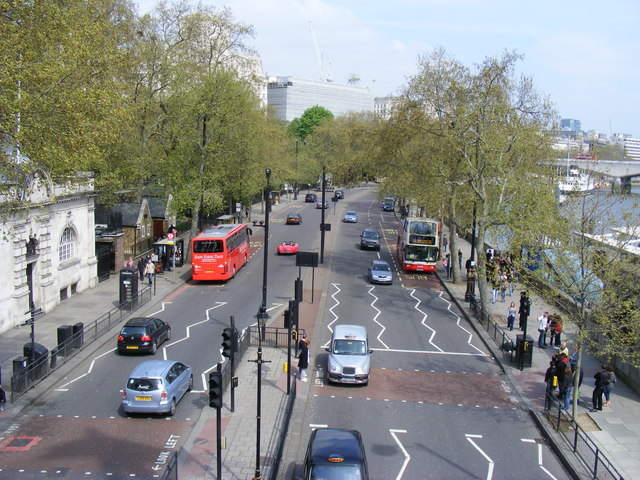
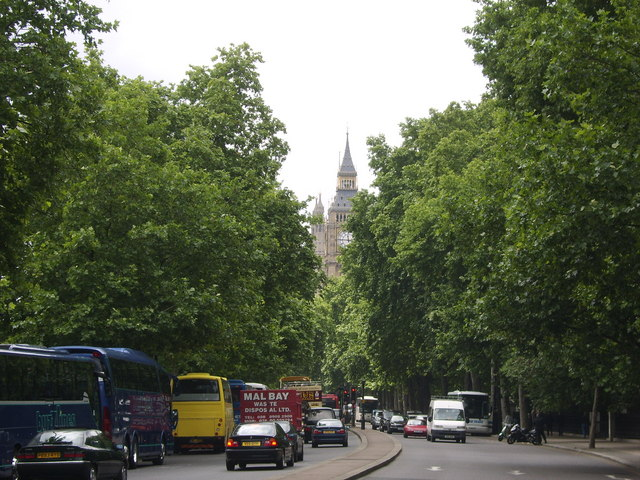
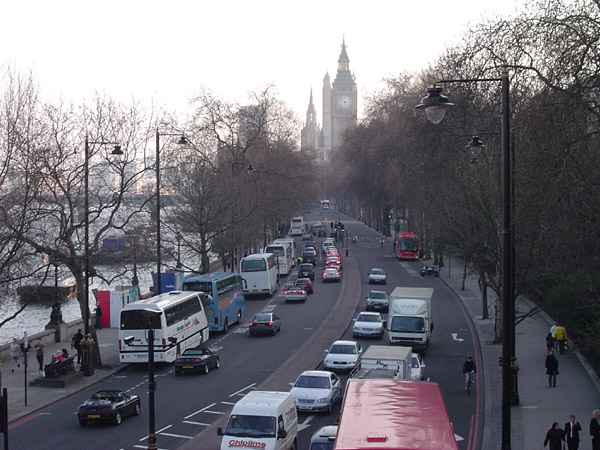
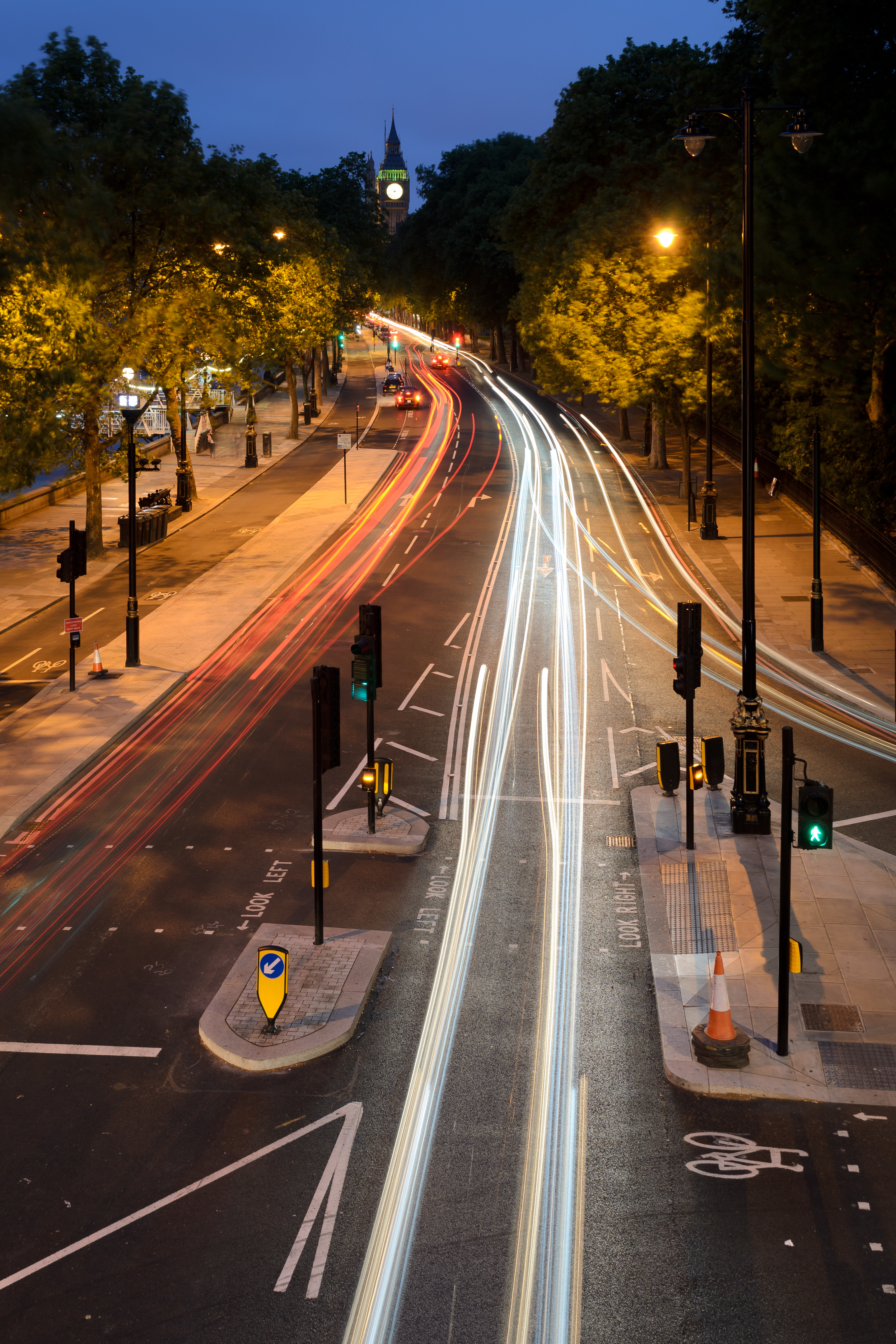